# Owosso (Michigan)
Owosso – miasto w Stanach Zjednoczonych, w stanie Michigan, w hrabstwie Shiawassee.